# Đỗ Thị Huyền Tâm
Đỗ Thị Huyền Tâm (sinh năm 1966) là đại biểu Quốc hội Việt Nam khóa 12 và 13, thuộc đoàn đại biểu Bắc Ninh; cựu ủy viên Ủy ban Khoa học, Công nghệ và Môi trường của Quốc hội; ủy viên Ủy ban Kinh tế của Quốc hội.

## Hoạt động kinh doanh
Tính từ năm thành lập công ty cổ phần tập đoàn Minh Tâm năm 2002, bà Tâm đã mở rộng hoạt động kinh doanh đáng kẻ và được nhà nước, báo chí Việt Nam tặng khá nhiều bằng khen, huân chương cá nhân cũng như đơn vị. Về cá nhân, có thể kể đến: